# Yacine Guenina
Yacine Guenina est un footballeur algérien né le 15 février 1995 à Oran. Il évolue au poste d'ailier gauche à la JSM Tiaret.

## Biographie
En 2022, Yacine Guenina rejoint la JS Kabylie.